# Hubert
Hubert   (Saint-Renan, 21 de gener de 1971 - 20è districte de París, 12 de febrer de 2020) nom artístic de Hubert Boulard, va ser un guionista de còmics i colorista francès.

## Biografia
Boulard va assistir a l'École régionale des beaux-arts d'Angers, i va començar a escriure còmics als anys 90, després de fer-se amistat amb Yoann, que l'havia animat a iniciar-se en el camp del còmic.
Com a il·lustrador, va treballar amb autors com Éric Omond , Yoann, Richard Malka, Paul Gillon, David Beauchard i Jason. Paral·lelament, Boulard va escriure guions de còmics, a partir de l'any 2002 amb la publicació de Legs de l'alchimiste amb Hervé Tanquerelle i Yeux Verts amb Zanzim. Va produir Miss Pas Touche el 2006, il·lustrat per Kerascoët i publicat per Dargaud, que en va vendre 30.000 a partir del 2017. Des de llavors, Boulard ha treballat amb Étienne Le Roux, Marie Caillou, Virginie Augustin, amb qui va guanyar el Prix Diagonale el 2017 pel millor àlbum. Amb Bertrand Gatignol, va crear Les Ogres-Dieux, que va guanyar la millor sèrie de còmics a la Lucca Comics & Games Conference 2019 a Itàlia.
Boulard va produir l'obra col·lectiva Les Gens normaux, paroles lesbiennes gay bi trans, publicada l'any 2013, durant l'època en què França votava la legalització del matrimoni gai. El 2019 va escriure el còmic Le Boiseleur: Les Mains d'Ilian, amb il·lustracions de Gaëlle Hersent. El juny de 2020, Peau d'homme, escrit per Boulard amb il·lustracions de Zanzim, que havia trigat cinc anys a il·lustrar el guió d'Hubert.
Boulard va morir el 12 de febrer de 2020 a l'edat de 49 anys, va dir el seu editor en un comunicat de premsa.

## Obres
- Les Yeux verts (2002–2004)
- Legs de l'alchimiste (2002–2007)
- Miss Pas Touche (2006–2009)
- La Sirène des pompiers (2006)
- Bestioles (2010)
- La Chair de l'araignée (2010)
- Beauté (2011–2014)
- Ma vie posthume (2012–2013)
- La Ligne Droite (2013)
- WW2.2 T6 : Chien Jaune (2013)
- Le Temple du Passé (2014–2015)
- Els déus ogres,  (2014–2020)
- Senyor desig ? (2016)[14]
- La Nuit mange le Jour (2017)
- Le Boiseleur (2019)
- Peau d'homme amb Zanzim

## Premis
- Sélection officielle jeunesse al Festival Internacional de Còmics d'Angoulême per a Bestioles (2011)[15]
- Sélection officielle al Festival Internacional de Còmics de Bellesa d'Angoulême (2012)[16]
- Prix Jacques-Lob al Festival BD Boum (2015)[17]
- Premi Firecracker Alternative Book for Beauté[18]
- Premi Gran Guinigi per Les Ogres-Dieux a la Lucca Comics & Games Conference (2017)[19]
- Prix Diagonale per Monsieur désire?(2017)
- Finalista al Grand Prix de la Critique per Monsieur désire? (2017)[20]
- Sélection officielle al Festival Internacional de Còmics d'Angoulême per a Les Ogres-Dieux (2017)
- Grand prix RTL de la bande dessinée per Peau d'homme amb Zanzim[21]
- Prix de la BD du Point per a Peau d'homme amb Zanzim[22]
- Prix Landerneau amb Zanzim per Peau d'homme.[23]
- Va guanyar el Gran Premi de la Crítica 2021, amb Zanzim, per Peau d'homme[24]